# Balanites maughamii
Balanites maughamii là một loài thực vật có hoa trong họ Zygophyllaceae. Loài này được Sprague miêu tả khoa học đầu tiên năm 1913.
Đây là một loài cây được bảo tồn tại Nam Phi.